# U-Bahnhof Brin
Der Bahnhof Brin ist ein oberirdischer Bahnhof der U-Bahn Genua, nordwestlicher Endpunkt der Strecke. Er befindet sich in Hochlage über der gleichnamigen Straße (via Benedetto Brin).

## Geschichte
Der Bahnhof wurde am 13. Juni 1990 mit dem ersten Teil der U-Bahn Genua (Brin–Dinegro) in Betrieb genommen.

## Anbindung
| Linie | Verlauf                                                                                           |
| ----- | ------------------------------------------------------------------------------------------------- |
|       | Brin – Dinegro – Principe – Darsena – San Giorgio – Sarzano/Sant’Agostino – De Ferrari – Brignole |